# Red Barnet
Red Barnet (engelsk: Save the Children) er verdens største uafhængige børneorganisation.
Red Barnet kæmper for børns rettigheder og giver akut og langsigtet hjælp til udsatte børn i Danmark og resten af verden. 
Organisationen blev grundlagt af Eglantyne Jebb i 1919.
Uddannelse og beskyttelse er kernen i Red Barnets arbejde. Red Barnet giver nødhjælp og bekæmper børnearbejde, fattigdom, hiv/aids, seksuelt misbrug og trafficking. Red Barnet støtter udsatte børn med ferielejre, væresteder og ophold hos venskabsfamilier.
Red Barnet kæmper for børns rettigheder ud fra de principper, der er fastlagt i FNs Konvention om Barnets Rettigheder. Red Barnet arbejder derfor både for det enkelte barn og for at påvirke politikere og andre beslutningstagere til at føre en mere langsigtet politik, der respekterer Børnekonventionen.
Red Barnet samarbejder med lokalbefolkningerne, påvirker beslutningstagere og skaber debat om børns vilkår.
Red Barnet alliancens omkring 30 medlemslande udfører hjælpearbejde i over 100 lande.

## Red Barnet i Danmark
Red Barnet i Danmark blev oprettet i 1945 og er en demokratisk organisation med opbakning fra mange medlemmer og frivillige. I Danmark tæller Red Barnet godt 60 aktive lokalforeninger,1000 frivillige og 72 ambassadørskoler, der på forskellig vis arbejder for børns rettigheder. Red Barnet har omkring 47.000 faste støtter i Danmark. 
Den 5. april 2003 udsprang ungdomsorganisationen Red Barnet Ungdom af Red Barnet med opbakning fra Mimi Jakobsen, som var Red Barnets daværende generalsekretær. Red Barnet Ungdom er en selvstændig ungdomsorganisation med tæt tilknytning til Red Barnet. Red Barnet Ungdom har i dag omkring 4000 medlemmer, der direkte via frivilligt engagement og indirekte via støttemedlemsskaber arbejder for børns ret til uddannelse, børns ret til fritid, børns ret til deltagelse og børns ret til ikke at blive diskrimineret. Red Barnet Ungdoms formand er vedtægtsbestemt medlem af Red Barnets repræsentantskab.
Red Barnet vedligeholder den liste over domæner som de fleste danske internetudbydere blokerer på grund af børneporno. Listen over internetdomæner har givet anledning til at Red Barnet kritiseres for i samarbejde med politiet at have indført internetcensur i Danmark, "børnepornofilteret". Kritikken går på at filteret blokerer for hjemmesider på et rent administrativt grundlag i strid med grundlovens §77 om ytringsfrihed  .